# 圣巴弗教堂

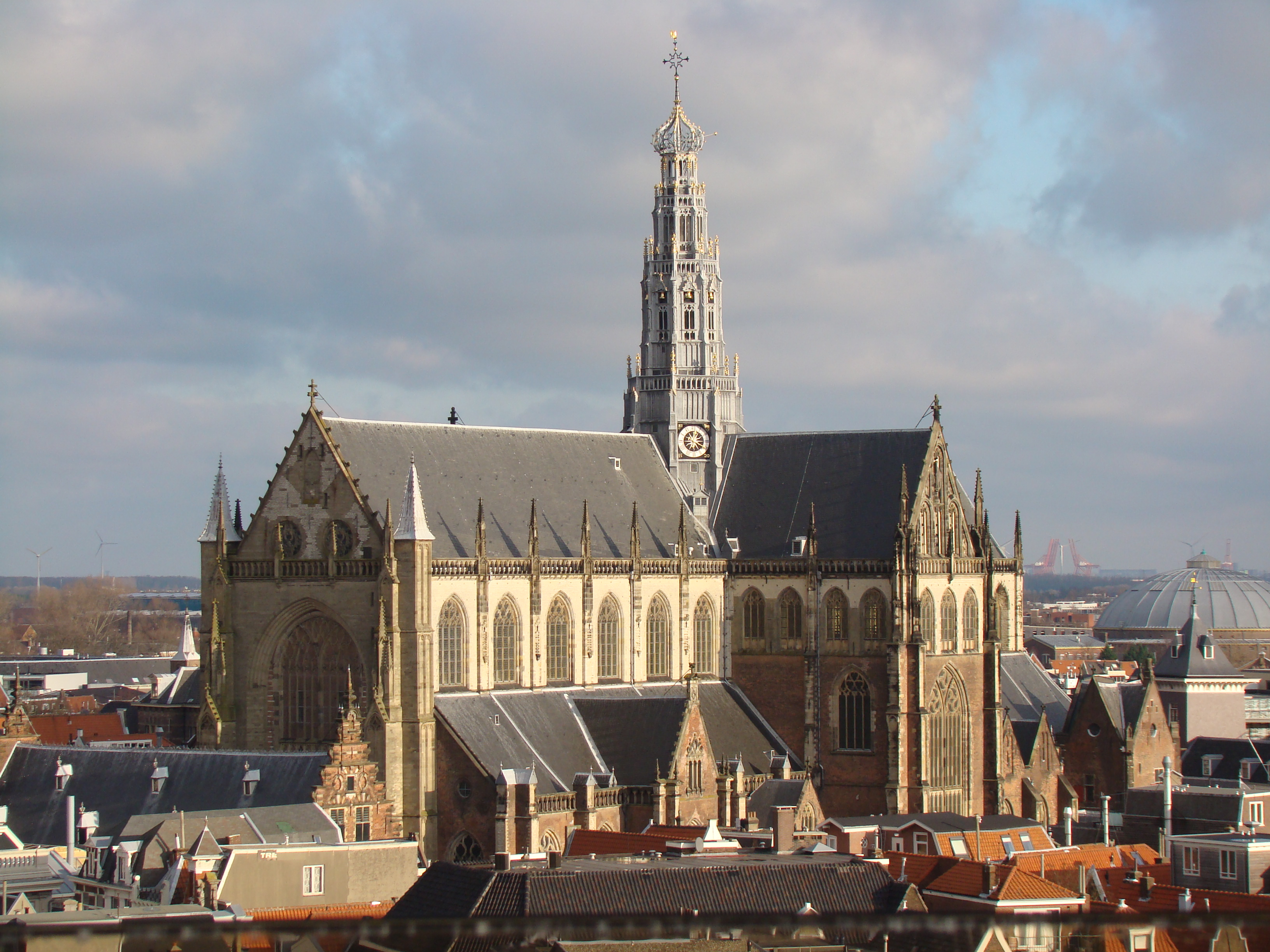
圣巴弗教堂

圣巴弗教堂（St.-Bavokerk）是一座荷兰归正会教堂，哥特式风格，位于荷兰城市哈勒姆市中心的哈勒姆大广场，为该市的重要地标，统治该市的天际线已有数个世纪。哈勒姆另有一座圣巴弗主教座堂，建于19世纪，是天主教哈勒姆-阿姆斯特丹教区的主教座堂。

## 历史
在15世纪，圣巴弗教堂扩建后显著超过圣约翰教堂（Janskerk），成为哈勒姆最大的教堂。1559年成为主教座堂。1578年西班牙占领结束，哈勒姆进行宗教改革，该教堂改属新教。当时大部分艺术品遭到洗劫，幸存的部分收藏在市政厅。

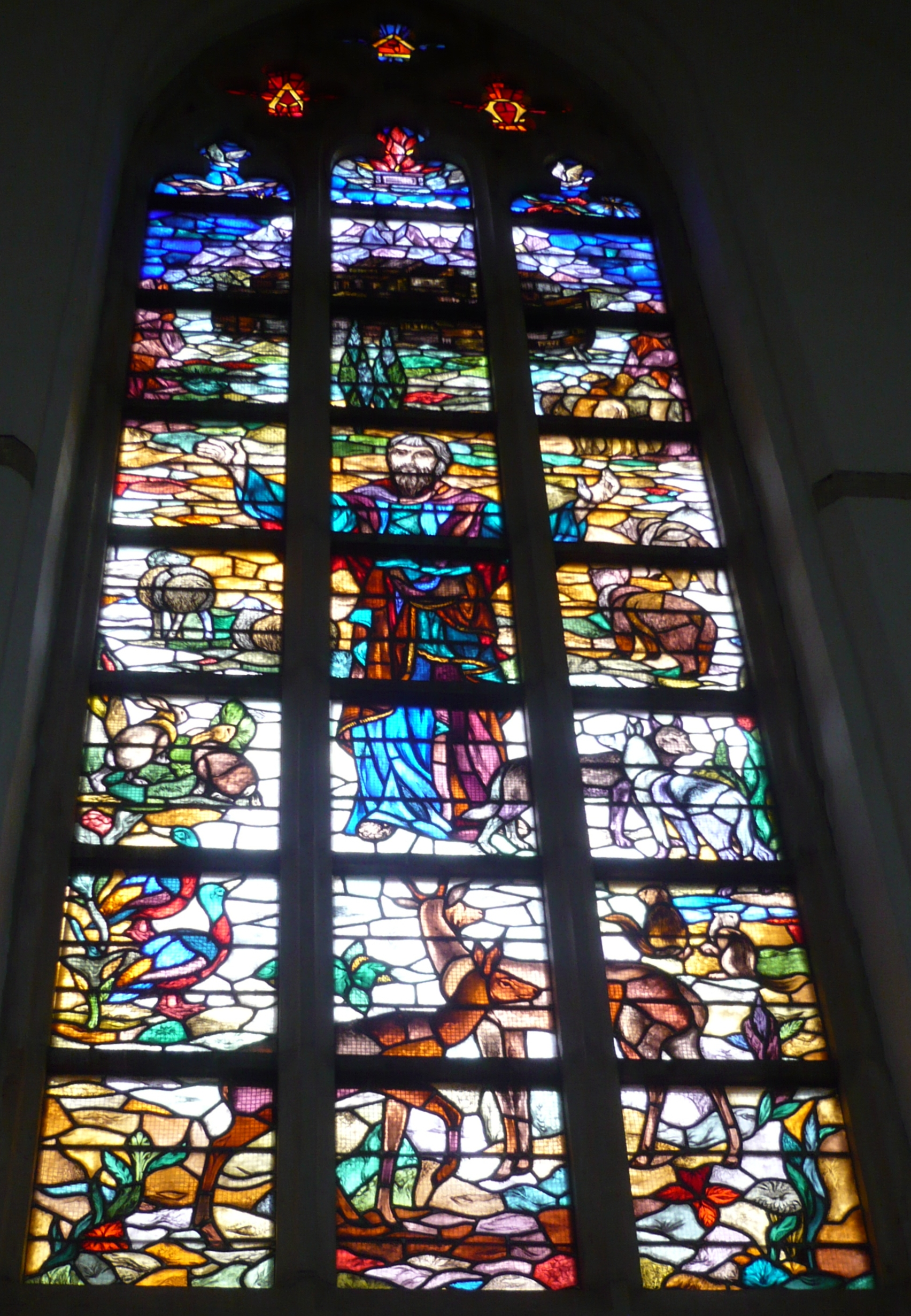
花窗玻璃挪亚，1985年
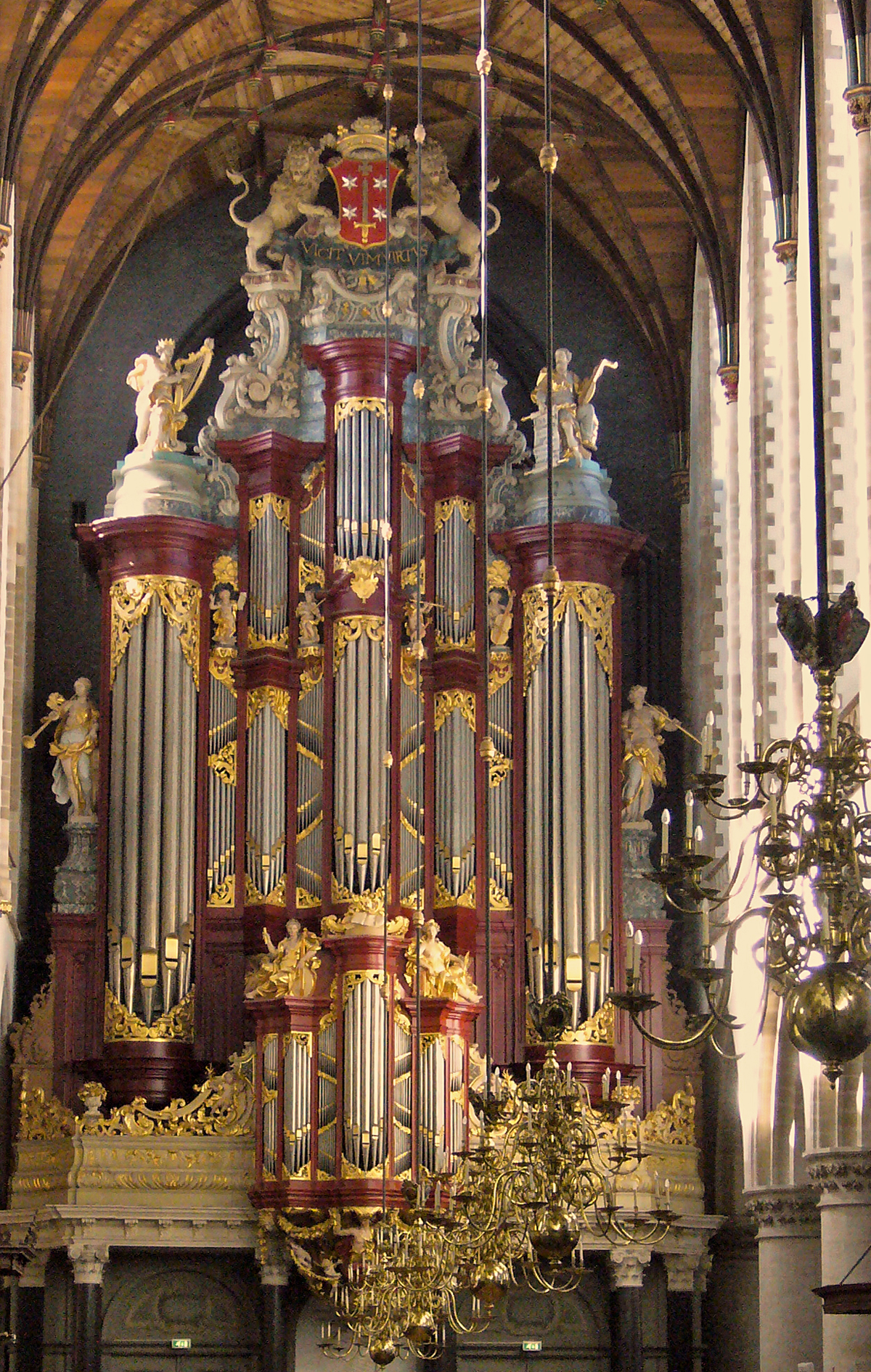
管风琴
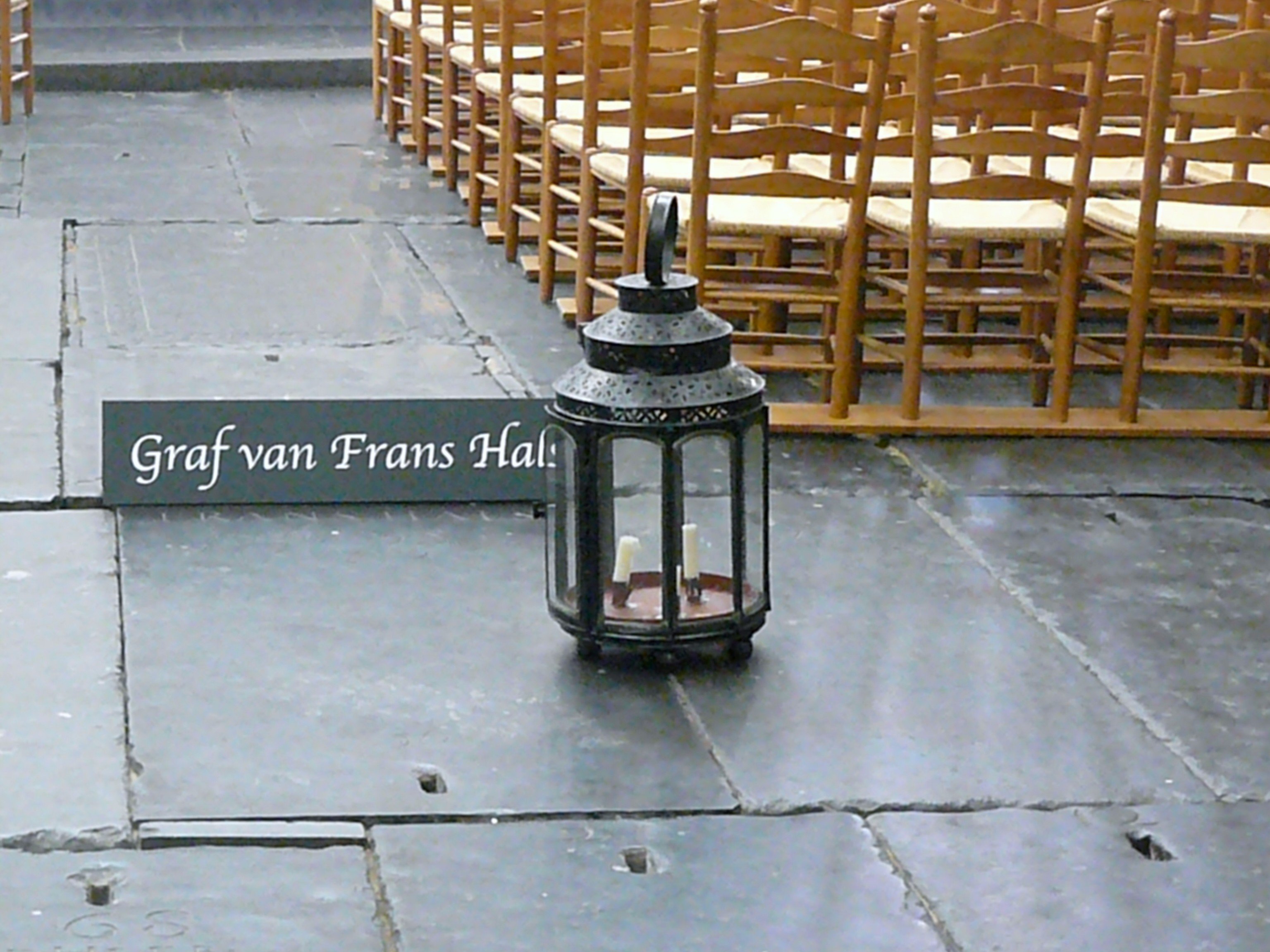
画家弗兰斯·哈尔斯墓
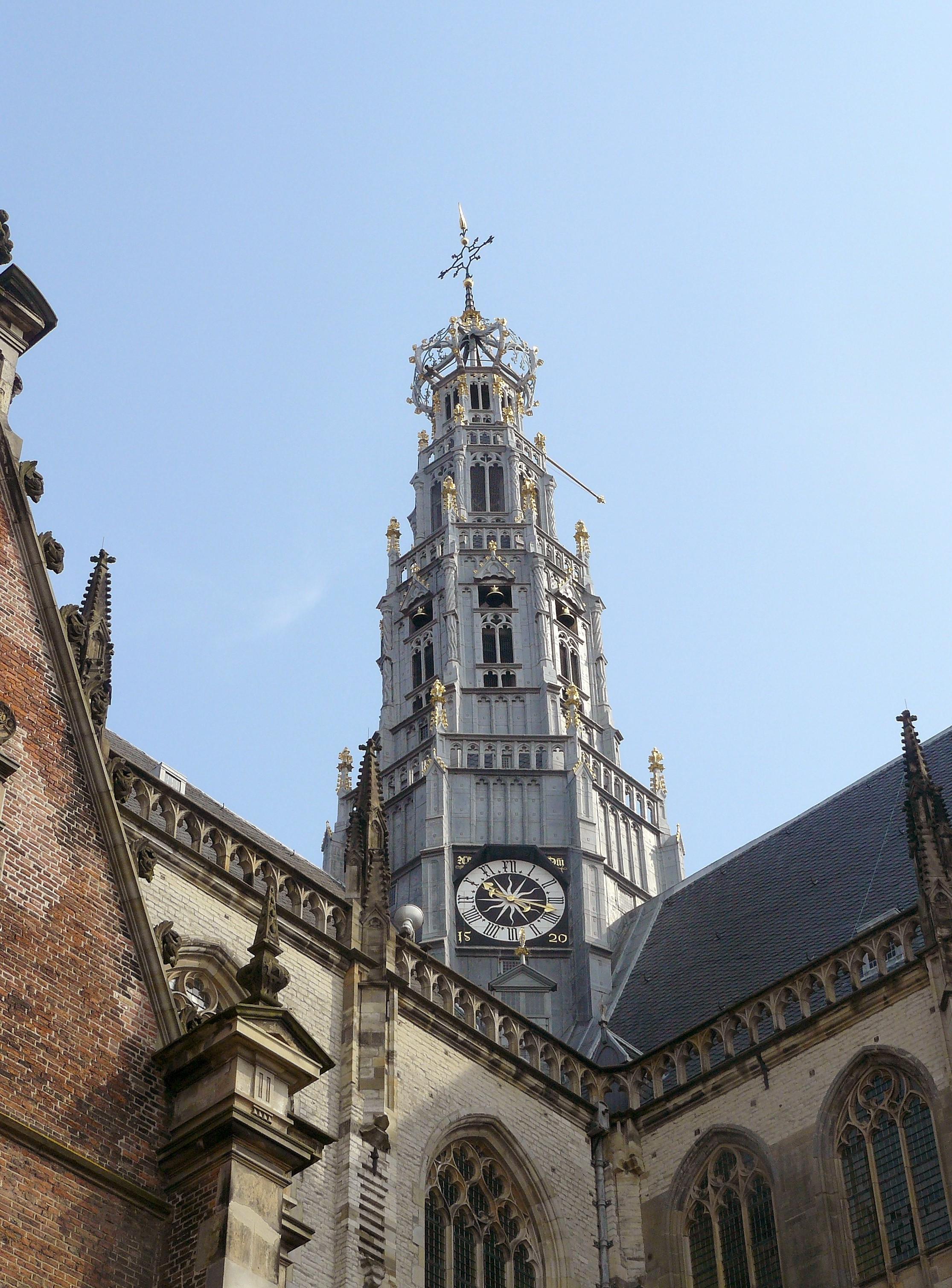
钟楼